# Boris Michailowitsch Schaposchnikow

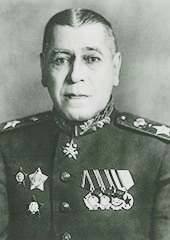
Marschall Schaposchnikow

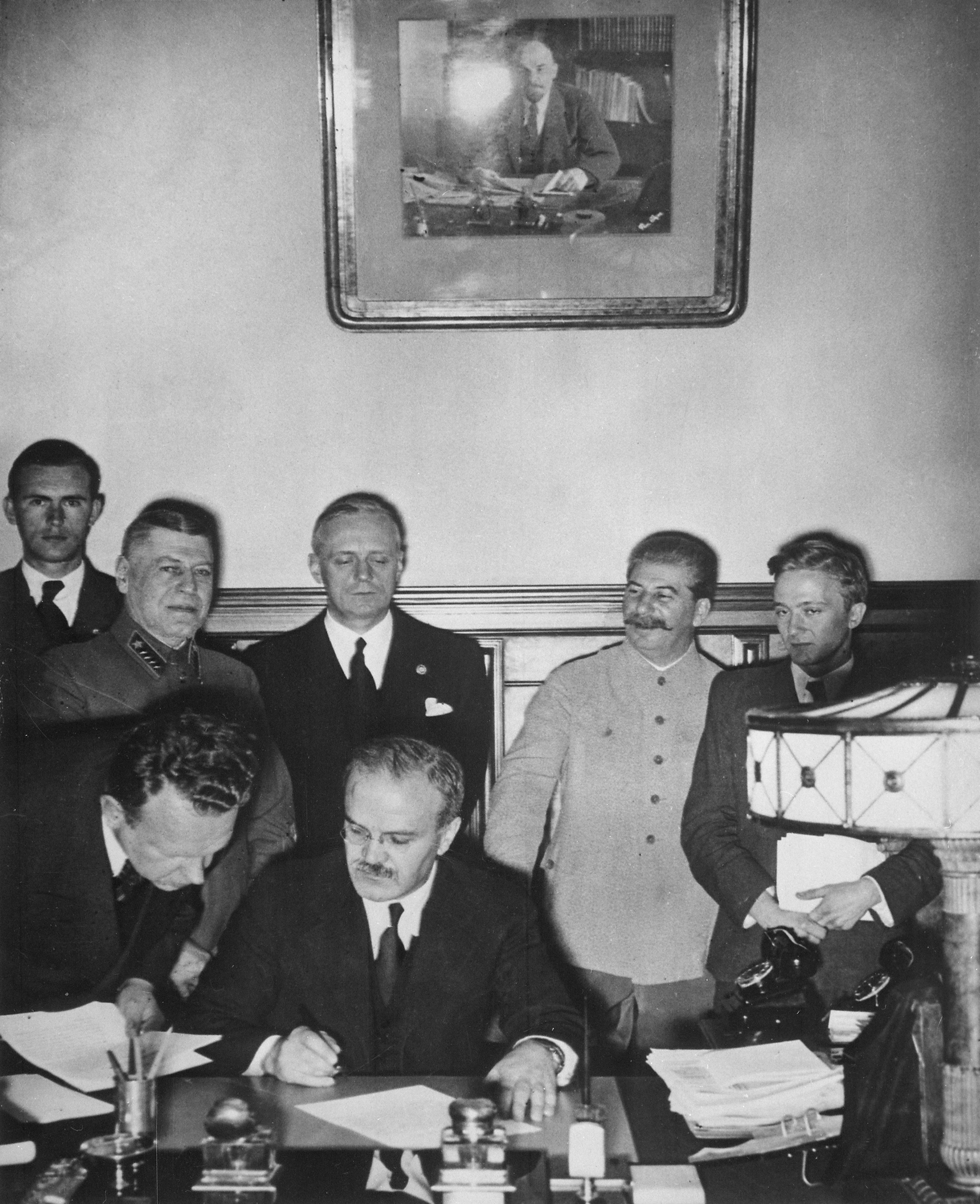
Boris Schaposchnikow (2. v. l. hinten) bei der Unterzeichnung des Deutsch-Sowjetischen Grenz- und Freundschaftsvertrags 1939

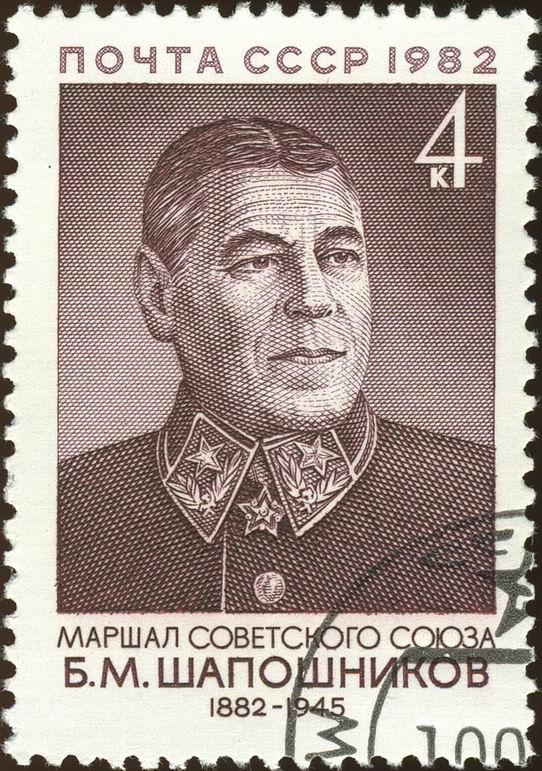
Schaposchnikow auf einer Briefmarke

Boris Michailowitsch Schaposchnikow (russisch Борис Михайлович Шапошников, wiss. Transliteration Boris Michajlovič Šapošnikov; * 20. Septemberjul. / 2. Oktober 1882greg. in Slatoust, Gouvernement Ufa; † 26. März 1945 in Moskau) war ein Marschall der Sowjetunion. Seine Analyse Das Hirn der Armee gilt als bedeutendes militärtheoretisches und militärhistorisches Werk, das in Russland einen erheblichen Stellenwert hat.

## Leben
In der Zeit von 1893 bis 1900 besuchte er die Gewerbeschule in Krasnoufimsk, ab 1901 die Offizierschule der zaristischen Armee in Moskau. 1903 verließ er diese im Rang eines Unterleutnants. In den Jahren 1903 bis 1907 versah er Dienst im 1. Turkestanischen Bataillon, das in Taschkent stationiert war und wurde 1906 zum Leutnant befördert.
Von 1907 bis 1910 besuchte er die Generalstabsakademie. 1910 wurde er nach Abschluss der Generalstabsakademie in der I. Kategorie zum Stabskapitän befördert. Danach kehrte er zu seinem alten Regiment in Taschkent zurück, bis er 1912 zum Generalstab versetzt und in die Dienststellung eines Oberadjutanten im Dienstgrad (Rang) eines Hauptmanns zum Stab der 14. Kavalleriedivision versetzt wurde. Nachdem er 1915 kurzzeitig als Stabsoffizier beim Generalquartiermeister der Nordwestfront Bontsch-Brujewitsch eingesetzt worden war, war er ab November 1915 Stabschef der Selbständigen zusammengefassten Kosakenbrigade. Im Dezember desselben Jahres wurde er Oberstleutnant.
Nach mehreren Einsätzen als Stabschef in der Zeit von 1916 bis 1917 wurde er im August 1917 zum Oberst befördert. Ab September desselben Jahres kommandierte er das 16. Mingrelische Grenadierregiment.
Im Jahr 1918 erkrankte Schaposchnikow, wurde daraufhin demobilisiert und nahm eine Stellung als Gerichtssekretär an. Im Mai dieses Jahres trat er dennoch in die Rote Armee ein und wurde am Tag seines Eintritts zum Stellvertreter des Chefs der Operativen Verwaltung des Stabes des Obersten Kriegsrates ernannt. Im November 1918 wurde er stellvertretender Leiter des Besonderen Schriftverkehrs der Obersten Militärinspektion der RSFSR. Ab 1919 nahm er die Funktion des Ersten Stellvertreters des Stabschefs des Volkskommissars für militärische und Marineangelegenheiten der Ukraine wahr. Wenig später übernahm er die Funktion des Leiters der Aufklärungsabteilung des Feldstabes des Revolutionären Kriegsrates, um wenig später Chef der Operativen Verwaltung zu werden. Während des russischen Bürgerkrieges entwarf er die Pläne für die letztlich erfolgreichen Offensiven der Roten Armee gegen die weißrussischen Streitkräfte der Generäle Wrangel und Denikin. Auch der sowjetrussische Operationsplan im Krieg gegen Polen 1920 soll maßgeblich von ihm ausgearbeitet worden sein, wofür er 1921 (erstmals) mit dem Rotbannerorden ausgezeichnet wurde. 1921 wurde Schaposchnikow Erster Stellvertreter des Oberbefehlshabers der Roten Arbeiter- und Bauern-Armee und wurde vier Jahre später zum Oberbefehlshaber des Leningrader Militärbezirkes ernannt. 1927 nahm er die gleiche Position in Moskau ein, um ein Jahr später Stabschef der Roten Arbeiter-und-Bauern-Armee zu werden.
1930 wurde er auf Beschluss des Zentralkomitees ohne Absolvierung der obligatorischen Kandidatenzeit in die KPdSU aufgenommen.
1931 wurde er Oberbefehlshaber des Wolgaer Militärbezirkes und ein Jahr darauf Kommandeur und Kommissar der Militärakademie „M.W. Frunse“. 1935 war er Oberbefehlshaber des Leningrader Militärbezirkes, im Range eines Armeebefehlshabers 1. Ranges (20. November 1935).
Er gehörte im Juni 1937 dem Militärtribunal des Geheimen Moskauer Militärprozesses an, das Marschall Tuchatschewski zusammen mit elf weiteren Generalen der Roten Armee zum Tode verurteilte. Im selben Jahr wurde er Generalstabschef und Stellvertreter des Volkskommissars für Verteidigung, in dieser Position war er für den Bau von Verteidigungsanlagen zuständig. 1940 erfolgte die Ernennung zum Marschall der Sowjetunion. Im Juli 1941 wurde er als Nachfolger des an die Front entsandten Schukows erneut Generalstabschef. 1942 wurde Schaposchnikow aus gesundheitsbedingten Gründen von dieser Funktion entbunden. Im Juni 1943 wurde er Kommandeur der Höheren Militärakademie.
Schaposchnikow genoss seit den 1930er Jahren in besonderem Maße das Vertrauen Stalins. Während Stalin sonst ausschließlich die Anrede „Genosse …“ verwendete, sprach er Schaposchnikow – und sonst niemanden – mit Vor- und Vatersnamen an („Boris Michailowitsch“).
Schaposchnikow war auch umfangreich schriftstellerisch tätig. Neben vielen militärischen und militärgeschichtlichen Abhandlungen war sein Hauptwerk: „Das Hirn der Armee“, welches in zwei Teilen 1927 bis 1929 herausgegeben wurde und 1987 in deutscher Sprache in einer Auswahl in Berlin im Militärverlag der Deutschen Demokratischen Republik erschien.
Schaposchnikow gilt als „Lehrer“ der jüngeren sowjetischen Generalstabsoffiziere des Zweiten Weltkrieges, wie Wassilewski, Antonow und Schtemenko.

### Auszeichnungen und Ehrungen (Auswahl)
- Suworoworden 1. Klasse (1944)
- Rotbannerorden (1921 und 1944)
- Orden des Roten Sterns (1934, 1938 und 1945)
- Leninorden (1940, 1942 und 1945)
- Nach ihm wurde das Schiff Marschall Schaposchnikow benannt.
- Seine Urne wurde an der Kremlmauer in Moskau beigesetzt.